# Changqi Cup
La Changqi Cup (倡棋杯), o Chang-ki Cup, è una competizione goistica in Cina.
La Changqi Cup è un torneo organizzato dall'Associazione cinese di go e dalla Fondazione Ing e dedicato a Ing Chang-ki. Inizia ogni anno il giorno del compleanno di Ing, il 23 ottobre, e si conclude nella primavera dell'anno successivo. A partire dal 2008, il torneo è iniziato a maggio e si è concluso a ottobre.
I giocatori competono in un torneo preliminare per qualificarsi. Dopo i preliminari, 30 giocatori si sfidano in un torneo a eliminazione diretta, con i finalisti dell'anno precedente inseriti direttamente al secondo turno. Le semifinali e la finale sono un incontro al meglio delle tre partite. La Changqi Cup è uno dei pochi tornei professionali a utilizzare le regole Ing. La borsa del vincitore è CN¥ 400.000 (€ 51.000).

## Albo d'oro
| Edizione | Anno | Vincitore    | Risultato | Finalista    |
| -------- | ---- | ------------ | --------- | ------------ |
| 1        | 2004 | Kong Jie     | 2–1       | Wang Lei     |
| 2        | 2005 | Zhou Heyang  | 2–0       | Kong Jie     |
| 3        | 2006 | Kong Jie     | 2–1       | Gu Li        |
| 4        | 2007 | Gu Li        | 2–1       | Liu Xing     |
| 5        | 2008 | Qiu Jun      | 2–1       | Liu Xing     |
| 6        | 2009 | Wang Xi      | 2–0       | Wang Yao     |
| 7        | 2010 | Tuo Jiaxi    | 2–1       | Zhou Ruiyang |
| 8        | 2011 | Gu Li        | 2–0       | Lian Xiao    |
| 9        | 2012 | Chen Yaoye   | 2–1       | Tuo Jiaxi    |
| 10       | 2013 | Shi Yue      | 2-0       | Lian Xiao    |
| 11       | 2014 | Yang Dingxin | 2–0       | Piao Wenyao  |
| 12       | 2015 | Lian Xiao    | 2–0       | Qiu Jun      |
| 13       | 2016 | Tuo Jiaxi    | 2–0       | Lian Xiao    |
| 14       | 2017 | Tan Xiao     | 2–0       | Jiang Weijie |
| 15       | 2018 | Mi Yuting    | 2–1       | Tuo Jiaxi    |
| 16       | 2019 | Ke Jie       | 2–0       | Zhou Ruiyang |
| 17       | 2021 | Ding Hao     | 2–0       | Yang Dingxin |
| 18       | 2023 | Wang Xinghao | 2–0       | Mi Yuting    |
| 19       | 2025 | in corso     | in corso  | in corso     |